# Paul Ziegler (Bischof)

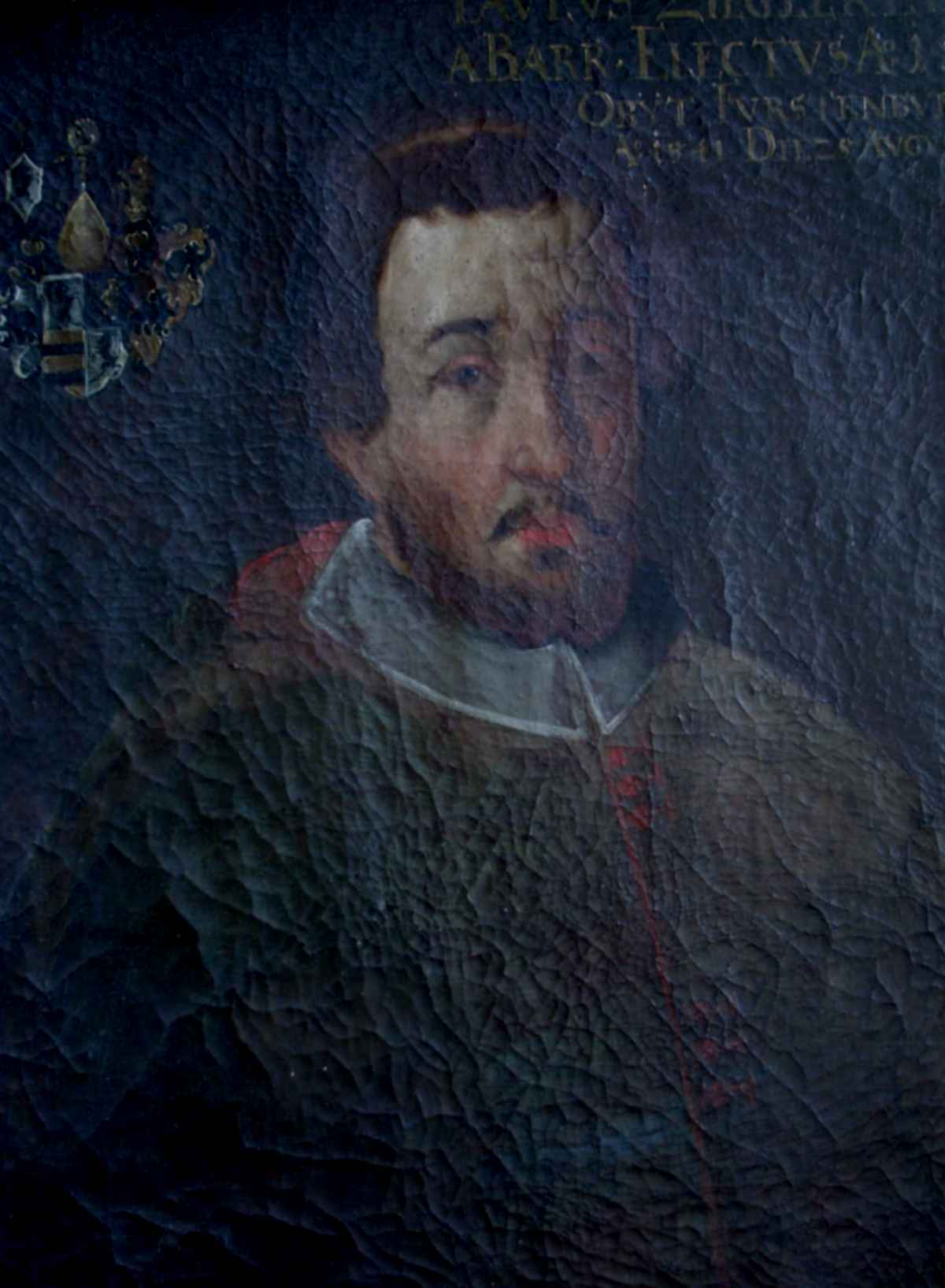
Paul Ziegler von Ziegelberg (1471–1541), Fürstbischof von Chur 1505–1541

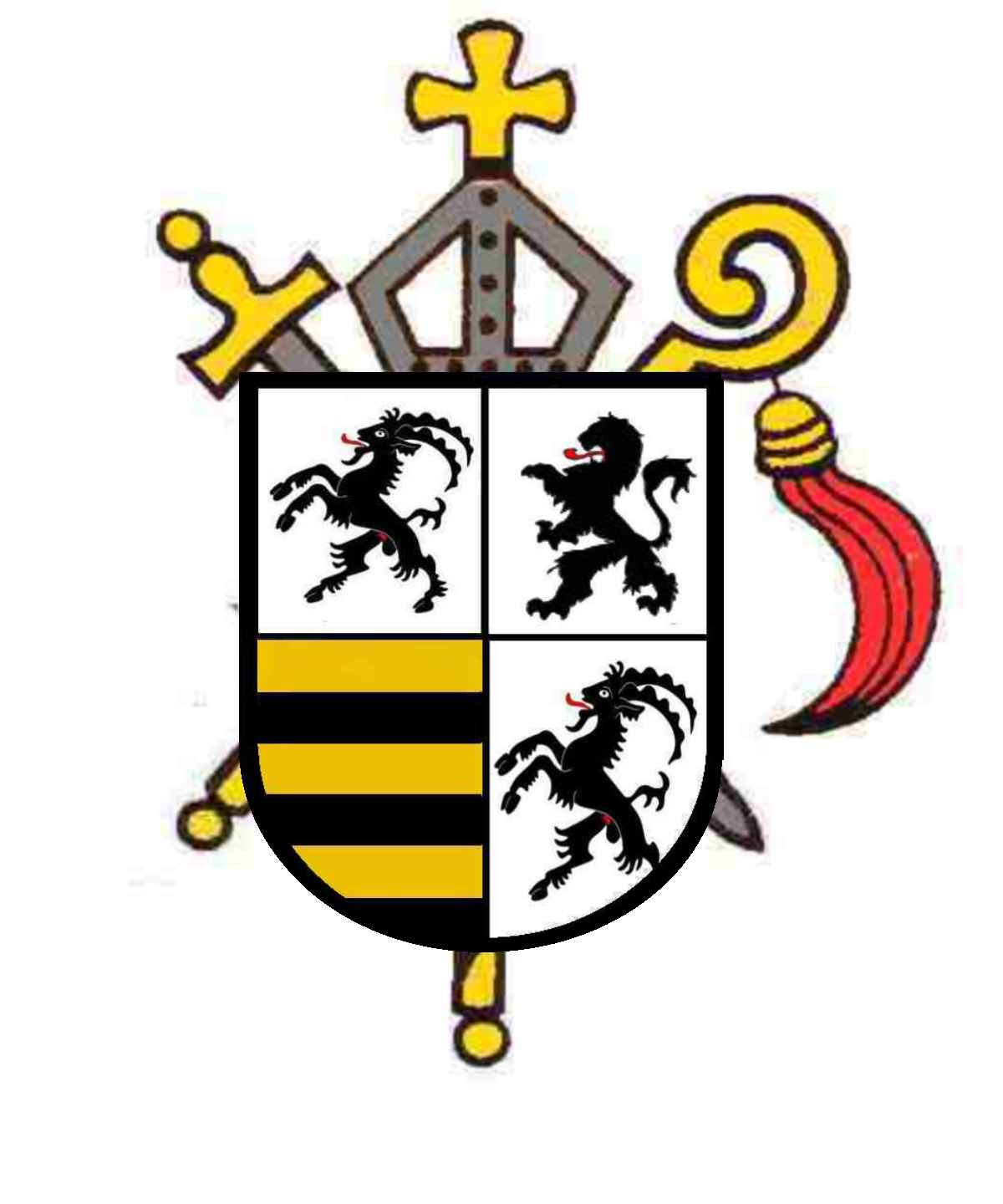
Wappen des Fürstbischofs von Chur

Paul Ziegler von Ziegelberg (* 1471 in Nördlingen; † 25. August 1541 in Fürstenburg, Vinschgau) war römisch-katholischer Bischof des Bistums Chur.

## Familie
Sohn des Friedrich Ziegler von Ziegelberg, von Kaiser Friedrich III. geadelt, aus Dornhan im Schwarzwald († um 1513), Geschlachtgewander (Tuchmacher), Bürger in Nördlingen seit 1471 und der Anna Vesner, Tochter des Heinz Vesner, ebenfalls Geschlachtgewander und Huterer (Hutmacher) in Nördlingen. Sein Bruder Nikolaus Ziegler (um 1472–1526), seit 1493 in Diensten Kaiser Friedrich III. und dann Kaiser Maximilian I., war ab 1496 Münzwardein der Reichsmünzstätte zu Nördlingen. Im Jahre 1500 wurde er oberster Sekretär der Hofkanzlei, später dessen Leiter ais Vizekanzler. 1510 erhielt er den kaiserlichen Anteil an Burg Landsberg im Elsass zu Lehen mit dem Titel „Herr zu Barr (Elsaß)“, 1517 wurde er Landvogt in Schwaben; Kaiser Karl V. erhob ihn 1522 in den Freiherrnstand. Sein Bruder Caspar Ziegler wurde 1498 Sekretär in der Kanzlei des Königs und späteren Kaisers Maximilian I. Bruder Hans Ziegler war seit 1506 Probierer und Silberbrenner des Bergwerks und der Hütte in Rattenberg in Tirol.

## Leben
Über seinen Werdegang ist wenig bekannt, eventuell studierte er einige Zeit in Wien. Im Jahre 1503 wurde er als Administrator des Bistums Chur bestimmt, jedoch verweigerte der Heilige Stuhl die Bestätigung. Erst nach Resignation Bischof Heinrichs V. von Heven bestätigte der Heilige Stuhl die Einsetzung und Papst Julius II. ernannte ihn am 6. Mai 1505 zum Apostolischen Administrator des Bistums Chur. Mit kaiserlichem Dekret von 1. Juni 1506 erhielt er die Anerkennung durch Kaiser Maximilian I. Er übertrug die Verwaltung dem Domkapitel, nahm theologische Unterweisung von Jakob Schöpfer, dem Pfarrer von Maladers und empfing im Frühjahr 1507 die Priesterweihe. Als Bischof „electus und konfimatus“ wurde er am 23. September 1509 bestätigt. 1516 wurde Bischof Paul Ziegler mit Unterstützung seines Bruders Nikolaus Propst des Klosterstifts Altötting; dieses Amt hatte er bis 1538 inne.
Die Bischofsweihe spendete ihm im Oktober 1517 in der Kathedrale Mariä Himmelfahrt in Chur der Apostolische Nuntius in der Schweiz Ennio Filonardi oder Antonio Pucci, beide waren 1517 Gesandte des Heiligen Stuhls in der Schweiz.
Die seit 1522 in Chur und Umgebung sich ausbreitende Reformation bestärkte die Gemeinden des Bündener Landes in ihrer Opposition zu ihrem Bischof. Paul Ziegler war der schwierigen Lage nicht mehr gewachsen, er verließ Chur und lebte abwechselnd in Fürstenburg im Vinschgau und in Altötting. Sein vergeblicher Versuch, Gianangelo Medici (1499–1565), den späteren Papst Pius IV., zum Koadjutor zu ernennen, führte 1529 endgültig zum Bruch. Die Verbreitung der Reformation führte 1538 zur ersten Auflösung des Dominikanerklosters St. Nicolai in Chur und der Prämonstratenserklöster in Chur und Churwalden.
1538 resignierte Paul Ziegler als Propst von Altötting, und drei Jahre später starb er auf der Fürstenburg. Sein Leichnam wurde in der Klosterkirche der Abtei Marienberg ob Burgeis beigesetzt.